# مادريد (نبراسكا)
مادريد (بالإنجليزية: Madrid, Nebraska)‏ هي منطقة سكنية تقع في الولايات المتحدة في مقاطعة بركينس، نبراسكا. يقدر عدد سكانها بـ 231 نسمة ومساحتها 2.93 كم2 وترتفع عن سطح البحر 1,006 متر.

## التركيبة السكانية
قام مكتب تعداد الولايات المتحدة بتحديد بيانات التركيبة السكانية لمادريد في تعداد الولايات المتحدة. في ما يلي، التركيبة السكانية حسب تعدادي 2000 و2010.

### تعداد عام 2000
بلغ عدد سكان مادريد 265 نسمة بحسب تعداد عام 2000، وبلغ عدد الأسر 104 أسرة وعدد العائلات 71 عائلة مقيمة في القرية. في حين سجلت الكثافة السكانية 637.9 نسمة لكل ميل مربع (246.3/كم2). وبلغ عدد الوحدات السكنية 120 وحدة بمتوسط كثافة قدره 288.9 نسمة لكل ميل مربع (111.5/كم2).
وتوزع التركيب العرقي للقرية بنسبة 97.36% من البيض و 0.38% من الأمريكيين الأصليين.
بلغ عدد الأسر 104 أسرة كانت نسبة 30.8% منها لديها أطفال تحت سن الثامنة عشر تعيش معهم، وبلغت نسبة الأزواج القاطنين مع بعضهم البعض 62.5% من أصل المجموع الكلي للأسر، ونسبة 5.8% من الأسر كان لديها معيلات من الإناث دون وجود شريك، وكانت نسبة 31.7% من غير العائلات. تألفت نسبة 26.9% من أصل جميع الأسر من أفراد ونسبة 9.6% كانوا يعيش معهم شخص وحيد يبلغ من العمر 65 عاماً فما فوق. وبلغ متوسط حجم الأسرة المعيشية 3.15، أما متوسط حجم العائلات فبلغ 2.55.
بلغ العمر الوسطي للسكان 39 عاماً. وكانت نسبة 27.2% من القاطنين تحت سن الثامنة عشر، وكانت نسبة 7.2% بين الثامنة عشر والأربعة وعشرون عاماً، ونسبة 22.3% كانت واقعةً في الفئة العمرية ما بين الخامسة والعشرون حتى والأربعة وأربعون عاماً، ونسبة 27.9% كانت ما بين الخامسة والأربعون حتى الرابعة والستون، ونسبة 15.5% كانت ضمن فئة الخامسة والستون عاماً فما فوق. يوجد لكل 100 أنثى 107.0 ذكر، ويوجد لكل 100 أنثى في الثامنة عشر من عمرها فما فوق 94.9 ذكر.
بلغ متوسط دخل الأسرة في القرية 35,536 دولار، أما متوسط دخل العائلة فبلغ 42,000 دولار. وكان متوسط دخل الذكور 30,313 دولار مقابل 21,964 دولار للإناث. وسجل دخل الفرد الخاص بالقرية 15,607 دولار. وكانت نسبة 5.0% من العائلات ونسبة 11.5% من السكان تحت خط الفقر، وكان من هؤلاء نسبة 10.1% تحت سن الثامنة عشر ونسبة 21.4% في الخامسة والستين من العمر وما فوق.

### تعداد عام 2010
بلغ عدد سكان مادريد 231 نسمة بحسب تعداد عام 2010، وبلغ عدد الأسر 96 أسرة وعدد العائلات 63 عائلة مقيمة في القرية. في حين سجلت الكثافة السكانية 204.4 نسمة لكل ميل مربع (78.9/كم2). وبلغ عدد الوحدات السكنية 115 وحدة بمتوسط كثافة قدره 101.8 لكل ميل مربع (39.3/كم2).
وتوزع التركيب العرقي للقرية بنسبة 96.5% من البيض.
بلغ عدد الأسر 96 أسرة كانت نسبة 28.1% منها لديها أطفال تحت سن الثامنة عشر تعيش معهم، وبلغت نسبة الأزواج القاطنين مع بعضهم البعض 58.3% من أصل المجموع الكلي للأسر، ونسبة 4.2% من الأسر كان لديها معيلات من الإناث دون وجود شريك، بينما كانت نسبة 3.1% من الأسر لديها معيلون من الذكور دون وجود شريكة وكانت نسبة 34.4% من غير العائلات. تألفت نسبة 30.2% من أصل جميع الأسر من أفراد ونسبة 14.6% كانوا يعيش معهم شخص وحيد يبلغ من العمر 65 عاماً فما فوق. وبلغ متوسط حجم الأسرة المعيشية 3.03، أما متوسط حجم العائلات فبلغ 2.41.
بلغ العمر الوسطي للسكان 40.8 عاماً. وكانت نسبة 23.4% من القاطنين تحت سن الثامنة عشر، وكانت نسبة 13.4% بين الثامنة عشر والأربعة وعشرون عاماً، ونسبة 18.2% كانت واقعةً في الفئة العمرية ما بين الخامسة والعشرون حتى والأربعة وأربعون عاماً، ونسبة 24.2% كانت ما بين الخامسة والأربعون حتى الرابعة والستون، ونسبة 20.8% كانت ضمن فئة الخامسة والستون عاماً فما فوق. وتوزع التركيب الجنسي للسكان بنسبة 51.9% ذكور و48.1% إناث.